# Emilio Baldonedo
Emilio Baldonedo (* 23 de junio de 1916, Buenos Aires – † 30 de mayo de 1999, Buenos Aires)  fue un jugador de fútbol y director técnico argentino. Jugó principalmente para el Club Atlético Huracán, del que es uno de sus jugadores históricos.

## Biografía

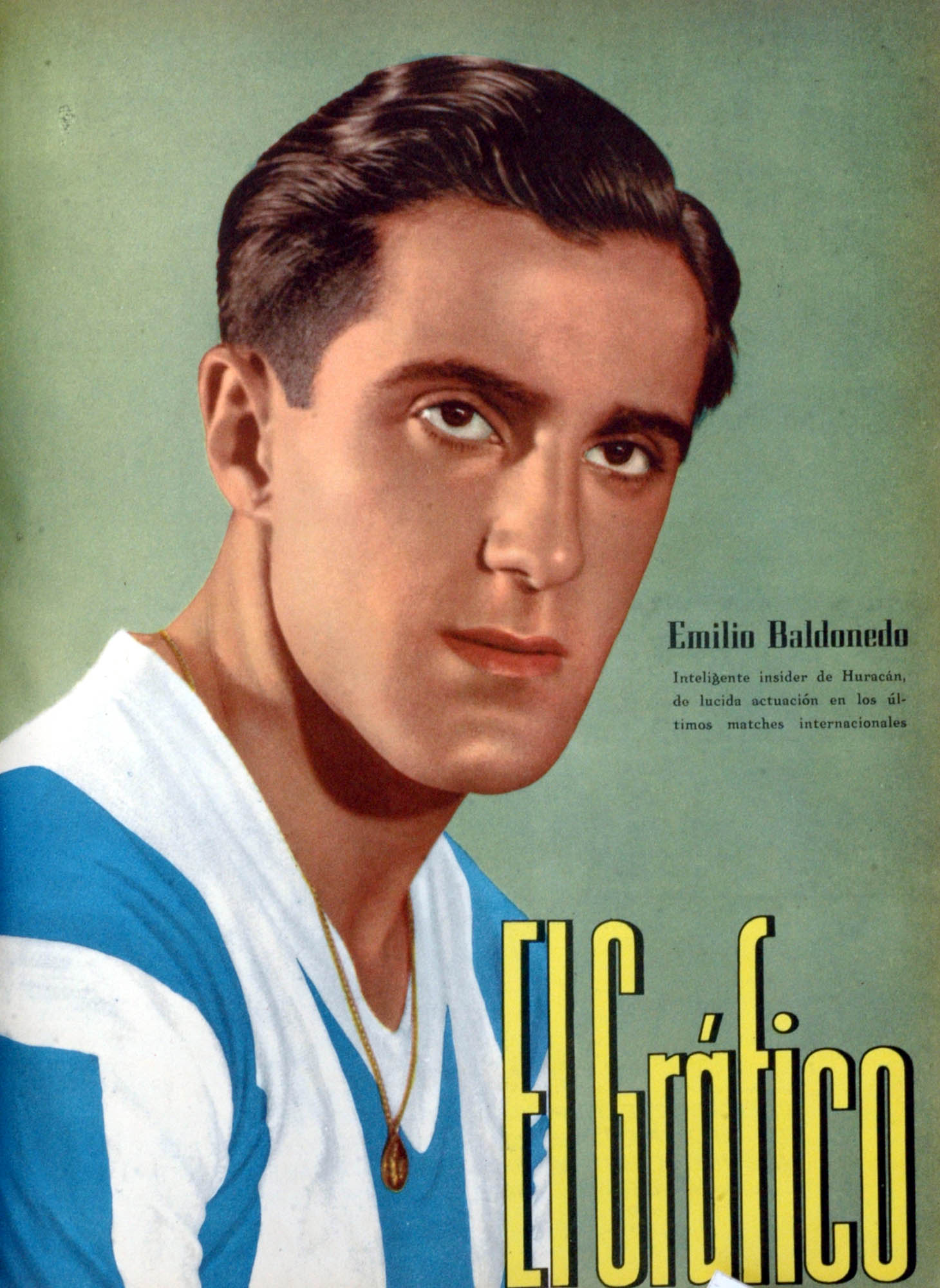
Emilio Baldonedo con la selección argentina.

Nació en el barrio de Boedo de la ciudad de Buenos Aires. Se formó y comenzó su carrera profesional en Huracán en 1935, club para el que jugó hasta 1944, marcando 165 goles en 257 partidos, lo que lo convierte en uno de los goleadores más importantes de la historia del club.
En 1940 jugó para la selección argentina de fútbol seis partidos, convirtiendo siete goles. Fue el máximo goleador de la Copa Roca 1940.
En 1945 fue transferido a Newell's Old Boys, donde jugó 5 encuentros. Luego fue adquirido por el Club de Fútbol Monterrey de México, jugó la temporada en que los Rayados hicieron su presentación en el fútbol profesional, en 1945-1946, marcando 20 goles. Luego jugó también para el CF Puebla, de ese país, antes de retirarse en 1947.

## Como DT
Como director técnico dirigió a Banfield, Boca Juniors, Newell's Old Boys, Chacarita Juniors, Tigre e Independiente, así como Sportivo Dock Sud y Barracas Central.
También dirigió en las divisiones inferiores de Huracán.

## Trayectoria
- Club Atlético Huracán: 1935-1945
- Newell's Old Boys: 1945
- Club de Fútbol Monterrey: 1945-1946
- CF Puebla: 1947

## Homenajes
Es mencionado en el tango El sueño del pibe, en las estrofas que rezan: "Mamita, mamita, ganaré dinero, seré un Baldonedo, un Martino, un Boyé". Entre otros, fue grabado por la orquesta de Osvaldo Pugliese con el cantor Roberto Chanel. 
Junto a otras grandes figuras del club, se lo nombra en la canción Nació Huracán, de la banda argentina Las Pastillas del Abuelo.